# Pietro Tradonico

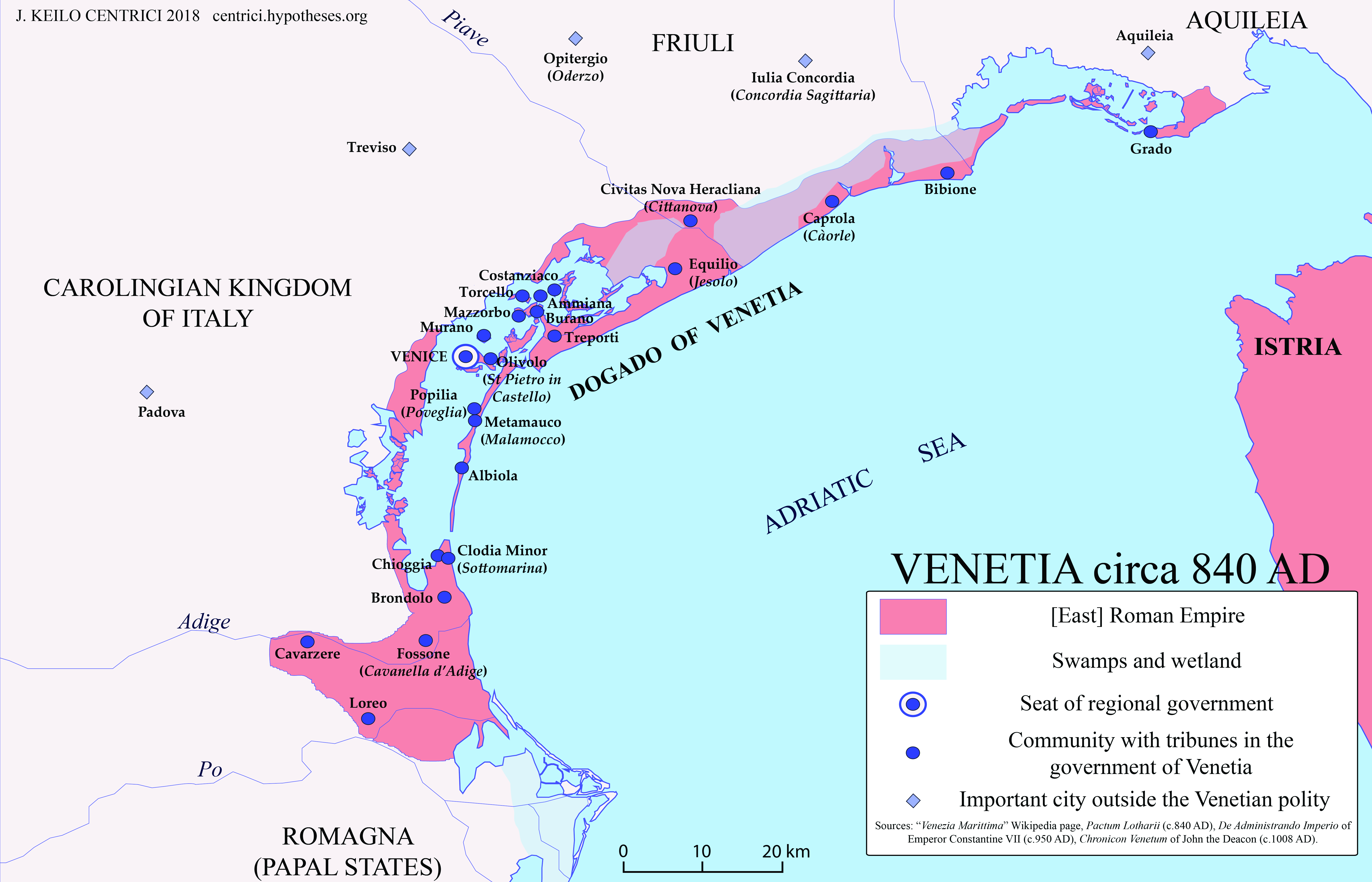
Einflussbereich des Byzantinischen Reiches und Venedigs um 840

Venedig, Adria und Ägäis, westliches Schwarzes Meer in der 2. Hälfte des 9. Jahrhunderts

Pietro Tradonico (* vielleicht in den 780er Jahren in Pola; † 13. September 864 in Venedig), in den zeitnahen Quellen Petrus Tradonicus, später auch Trandominico, Trundomenico oder Petrus Trandenicus, war nach der historiographischen Tradition der Republik Venedig deren 13. Doge. Er regierte von 836 bis 864, wobei es gegen Ende seiner Herrschaft zu starken inneren Spannungen zwischen den führenden Familien kam, wie sie in der Lagune von Venedig immer wieder auftauchten, und die letztlich zu seiner Ermordung führten. Als Mitdoge, eine Institution, die zu dieser Zeit häufig war, regierte fast von Anfang an und bis ein Jahr vor Petrus’ gewaltsamem Ende sein Sohn Iohannes.
Während die inneren Spannungen immer wieder zum Sturz der Dogen führten, nahmen die bis dahin starken Einwirkungen der Karolinger und der byzantinischen Kaiser so weit ab, dass mit Petrus Tradonicus der Beginn der Emanzipation Venedigs von Byzanz angesetzt wird. Auch die Etablierung eines unabhängigen Dukats, ab 840/41 vertraglich mit den Karolingern abgesichert, und die Entstehung von Venedigs Vorherrschaft als Seemacht im östlichen Mittelmeerraum – wo Byzanz gegen islamische Staaten und das Erste Bulgarische Reich an Macht einbüßte, aber auch mit den Paulikianern eine starke, als Häretiker betrachtete Gruppe bekämpfte –, wird mit seiner Amtszeit verknüpft. Immerhin gelang es in Byzanz auf Initiative der Kaiserin Theodora II., den seit über einem Jahrhundert bestehenden Streit um die Verehrung von Bildern im Jahr 843 zu beenden, der die westliche Kirche von der östlichen in einem schwer zu ermessenden Ausmaß entfremdet hatte.
Petrus’ Nachfolger wurde Ursus, ein Angehöriger der Familie der Particiaco, die bereits von 809 bis 836 als kurzlebige Dynastie geherrscht hatte. Sie erhielt nunmehr erneut Gelegenheit, diese Herrschaftsform bis 932 durchzusetzen. Ihnen waren die Galbaii mit entsprechenden Versuchen vorausgegangen, die Candiani folgten ihnen nach. Ursus vollendete das Ziel des Petrus, sich von Konstantinopel zu emanzipieren.

## Name
In den zeitlich nächsten Quellen erscheint der Doge als „Petrus“ oder „Petrus dux“, während „Tradonico“ oder eine der besagten Varianten erst in der 1. Hälfte des 13. Jahrhunderts auftaucht. Martino da Canale nennt den Dogen in seinen Les estoires de Venise, entstanden zwischen 1267 und 1275, „Trundomenche“. Bei Andrea Dandolo († 1354) heißt es zu seinem Beinamen: „… cognominatusque est Apolo Trandominico sive Trandonico“ (ed. Monticolo, S. 150).

## Familie
Petrus Tradonicus entstammte einer Familie, die ursprünglich aus dem istrischen Pula stammte, und sich in Equilio, beim heutigen Jesolo, und später auf der Insel Rialto angesiedelt hatte, die seit etwa 811 Sitz des Dogen war. Möglicherweise kam er als Kandidat vor allem deshalb in Betracht, weil seine Familie nicht zu denen gehörte, die sich beim Streit um die Errichtung einer Dynastie durch die Particiaco-Familie hervorgetan hatte, und somit als neutral gelten konnte. Marco Pozza hingegen nimmt an, dass seine tribunizische Familie sehr wohl Anteil am Sturz des Particiaco-Dogen hatte. Im Kampf um die Errichtung einer Dynastie, der über Jahrhunderte Venedigs Geschichte prägte und die einflussreichen Familien immer wieder gegeneinander aufbrachte, und der sie nach externen Verbündeten und Fürsprechern suchen ließ, spielten die Tradonico, auch wenn ein Karolingerkaiser des Dogen Enkel (oder seine Enkelin) aus der Taufe hob und sein Sohn Mitdoge war, keine Rolle. Der Großvater Petrus wurde ermordet, der Sohn Iohannes starb kurz vor Petrus, über den Verbleib des Enkelkindes berichten die Quellen nichts. Der Name Tradonico wurde später vielfach mit dem der Adelsfamilie Gradenigo identifiziert.

## Leben und Herrschaft

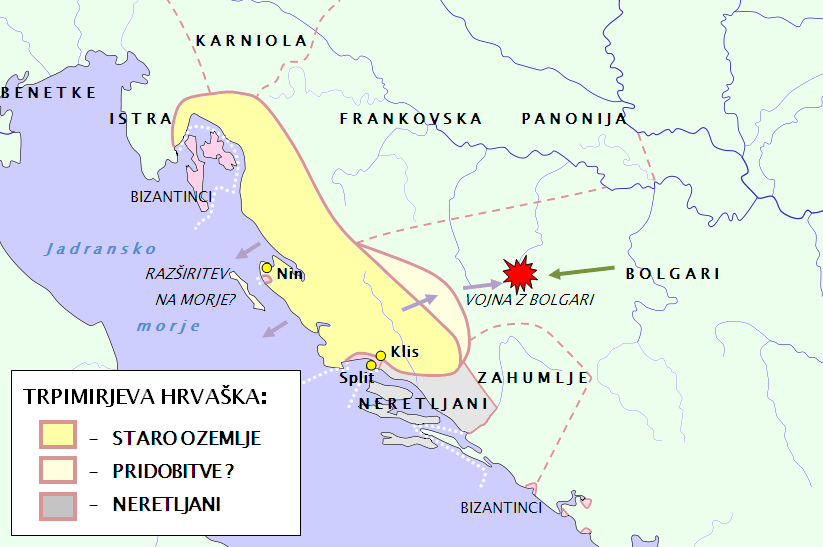
Ungefährer Machtbereich des kroatischen Reiches unter Trpimir I. und der Narentaner

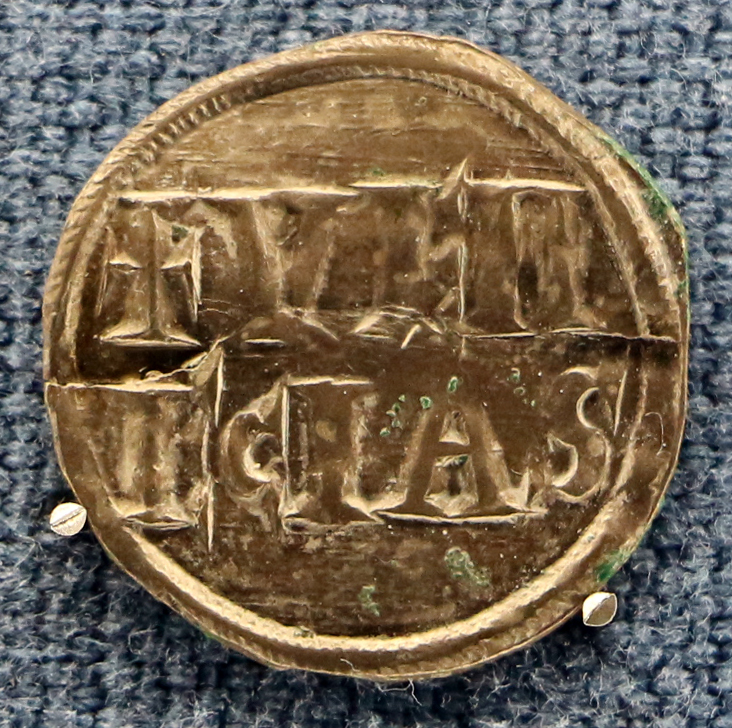
Münze aus der Zeit Ludwigs des Frommen (814–840)

Mit Piero oder Petrus Tradonico wurde die Reihe der Particiaco-Dogen unterbrochen, die seit 809 Amtsinhaber gewesen waren. Dass der neue Doge Analphabet war und Dokumente mit einem signum manus (lat.; „Hand-Zeichen“) unterzeichnete, teilte er mit anderen Herrschern seiner Zeit. Unmittelbar nach der Wahl wurde sein Sohn Iohannes zum Mitdogen erhoben, denn Johannes Diaconus schreibt mit Bezug auf die Nachfolge des Particiaco-Dogen: „Cui successit quidam nobilissimus, Petrus nomine, qui Iohannem suum filium consortem in honore habere voluit“, ihm (gemeint ist Giovanni I. Particiaco) sei also ein überaus edler Mann namens Petrus im Amt gefolgt, der seinen Sohn als Teilhaber seiner Ehre zu haben wünschte, also als Mitherrscher.

### Narentaner
Um 838 oder 839 – Andrea Dandolo nennt das 3. Jahr seiner Herrschaft – unternahm er mehrere Kriegszüge gegen die in Dalmatien lebenden Narentaner, die mit ihren wiederholten Überfällen auf venezianische Schiffe den Seehandel in der Adria störten. Mit deren Führern Mislav und Drosaico schloss der Doge Friedensverträge, so dass die Flotte ohne Kampf abgezogen wurde. Ein weiterer vom Dogen befohlener Kriegszug gegen die Seeräuber endete jedoch 839 mit einer Niederlage gegen einen Liuditus sclavus. Dabei sollen über hundert Venezianer ums Leben gekommen sein. Erst recht verstärkte sich deren Macht weiter mit dem Vordringen der Sarazenen, wie man die islamisierten Berber und Araber nannte, in die nördliche Adria in den 840er Jahren.
Wie die um 1000 entstandene Istoria Veneticorum des Johannes Diaconus berichtet, bauten die Venezianer auf Anordnung des Dogen zwei große Kriegsschiffe nach bis dato nicht gebräuchlichem, griechischem Vorbild, wie im 14. Jahrhundert Andrea Dandolo berichtet, um die Lagune vor dem gefürchteten Eindringen von Sarazenen oder Slawen zu schützen (Ist. Ven. II, 54). Thietmar von Merseburg schreibt, dass solche von ihm salandrie genannten Schiffe 150 Mann Besatzung trugen (Chronicon III, 23).

### Niederlagen gegen Sarazenen von Bari und Tarent (840, 842)

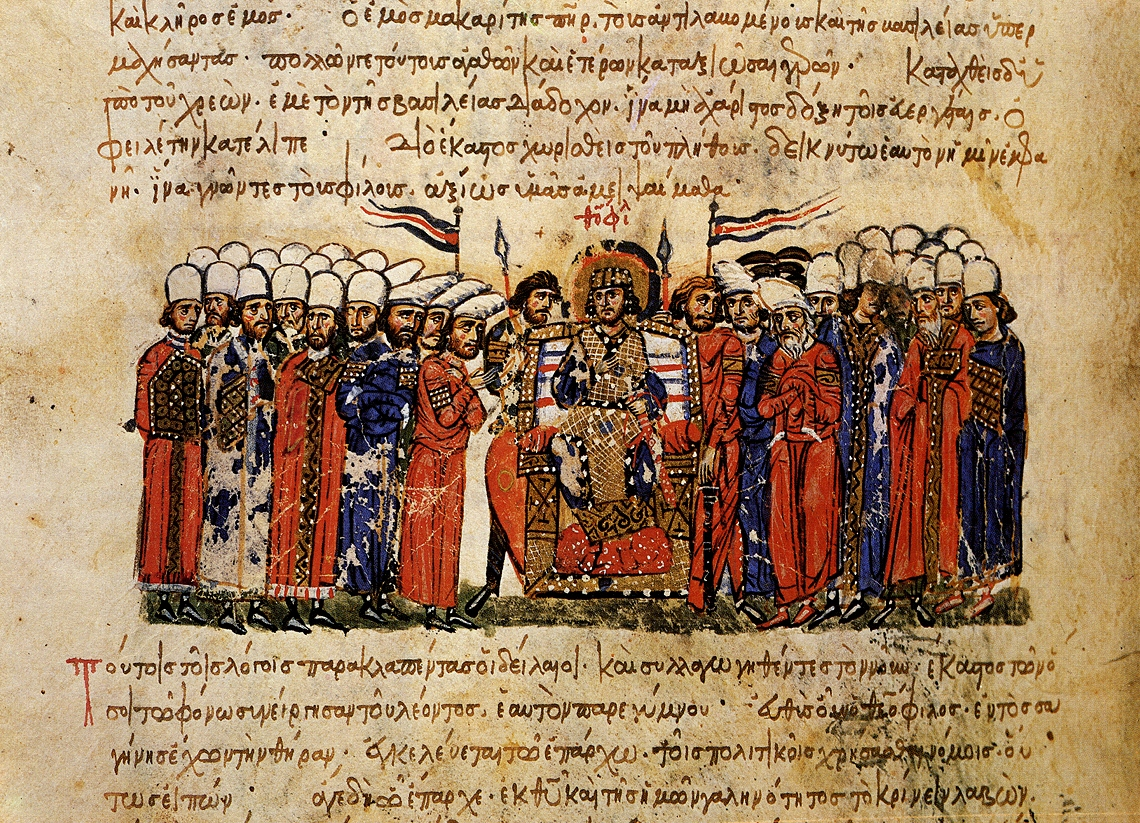
Kaiser Theophilos und sein Hofstaat, Bilderhandschrift des Skylitzes, ursprünglich in den 1070er Jahren angefertigt; illustrierte Kopie von etwa 1150 bis 1175, entstanden im Umkreis des normannischen Königshofs in Palermo, Biblioteca Nacional de España in Madrid, fol. 42v

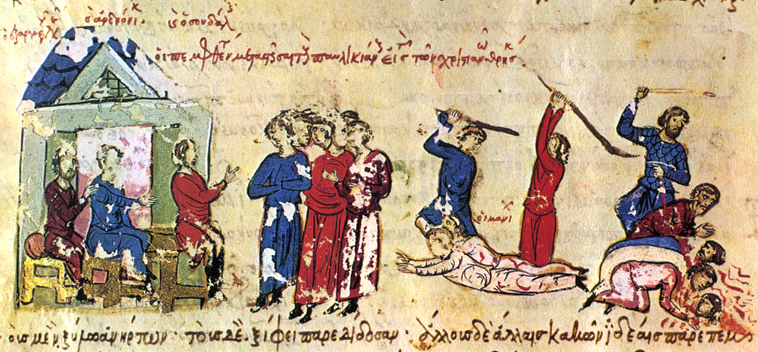
Massaker im Jahr 843/44 an Paulikianern auf Befehl der Kaiserin Theodora II., der Ehefrau des Theophilos, dargestellt in ders. Handschrift, fol. 69. Die Paulikianer wurden von den Kaisern der Amorischen Dynastie als Häretiker verfolgt; sie erkannten schließlich den Kalifen von Bagdad als Schutzmacht an.

Zur gleichen Zeit eroberten im Osten des Byzantinerreiches arabische Armeen die Städte Ankyra und Amorion tief im Kernraum des Reiches. Die Paulikianer gründeten einen eigenen Staat und eroberten in Reaktion auf die staatlichen Unterdrückungsmaßnahmen Teile Kleinasiens im Bunde mit arabischen Mächten. Daher blieb Venedig ohne byzantinischen Schutz. Kaiser Theophilos (829–842) suchte seinerseits am Hof Ludwigs des Frommen (814–840) um Hilfe nach, ja, sogar am Umayyadenhof von Córdoba, um gegen die Sarazenen vorzugehen, die seit 827 auch Sizilien zu erobern begonnen hatten. Als die Sarazenen begannen, ab etwa 839 auch Apulien zu erobern, ersuchte der Kaiser in Venedig um Hilfe. Zu Verhandlungen hielt sich der Patricius Theophilos ein Jahr in Venedig auf. Der Doge ließ seinen Sohn Iohannes 840 einen Flottenzug gegen die Sarazenen Süditaliens führen, die versuchten, sich im Zuge ihrer Expansion in Bari und Tarent dauerhaft festzusetzen. Dafür wurde er vom Kaiser mit dem hohen Titel spatharios ausgezeichnet. Doch die gemeinsame byzantinisch-venezianische Flotte erlitt eine verlustreiche Niederlage und Piraten raubten nun auch in der oberen Adria. 842 erlitt die venezianische Flotte dort eine weitere Niederlage vor der Insel Sansego. Damit drohte der Handel in der Adria abzureißen, die Lagune selbst war bedroht. Möglicherweise nutzten auch wieder slawische Piraten die Gelegenheit der unsicheren Verhältnisse, um gegen 846 Caorle zu plündern. Pozza nimmt an, dies habe eine Beteiligung am Kampf der Karolinger gegen die Sarazenen Süditaliens verhindert.

### Pacta mit Franken (840, 841), Bestätigung (856)
Von ähnlich einschneidender, zugleich aber dauerhafterer Wirkung für die Geschichte Venedigs sei, folgt man Marco Pozza, die Unterzeichnung des Pactum Lotharii vom 23. Februar 840 gewesen, in dem Kaiser Lothar I. die Unabhängigkeit Venedigs und dessen Herrschaft über die Lagune bis zum Meer (lat. ad aquas salas, dt. „bis zum Salzwasser“) anerkannte. In einem weiteren Pactum erkannte der Kaiser im September 841 die Grenzen Venedigs in dem Umfang an, wie sie Karl der Große mit Byzanz ausgehandelt hatte. Dies hing damit zusammen, wie Pozza glaubt, dass die Söhne Ludwigs des Frommen, der 840 gestorben war, um ihren Anteil am Reich kämpften. Am 23. März 856 bestätigte Lothars Nachfolger in Italien, Ludwig II., den Vertrag, was den Abmachungen endgültig Dauerhaftigkeit verlieh. Venedigs Territorium entsprach nun nicht mehr einer Provinz des Römerreiches, sondern es hieß fortan Dukat. Im Testament des Bischofs Ursus von Olivolo trägt der Doge auffälligerweise den Titel eines ‚kaiserlichen Konsuls‘, was immer noch dem byzantinischen Titel eines Hypathus oder Ipato entsprach, wie ihn einige seiner Amtsvorgänger getragen hatten. Dies gilt als ein weiteres Indiz, dass es sich bei dem Testament um eine Fälschung handelt.

### Zunehmende Unabhängigkeit von Byzanz
Die zunehmende Unabhängigkeit zwischen den Kaiserreichen machte sich auch an anderen Stellen bemerkbar, ebenso wie ein wachsendes Selbstbewusstsein. So wurden in Venedig zwischen 855 und 880 die ersten Münzen mit der Umschrift „Criste salva Venecias“ auf dem Revers geprägt. Auf dem Avers findet sich, entsprechend der Tradition, dabei weiterhin die Umschrift „Deus conserva Romanorum Imperium“. Der Doge war nun in Dokumenten nicht mehr Herr über die Provincia Veneta, wie seine Vorgänger, sondern über den Ducatus, er erkannte den byzantinischen Kaiser nicht mehr als Dominus noster, sondern nur noch als Dominus an. Die Datierung erfolgte nicht mehr nach byzantinischen Gepflogenheiten, sondern nach dem westlichen annus domini. Er selbst war Doge durch die Gnade oder die Hilfe Gottes (dei gratia oder deo auxiliante dux). Unter den Tribunen, die vielfach Urkunden unterschrieben, erscheint der Doge als „excellentissimo imperiali consoli“, sein Sohn Iohannes als „gloriosus dux Veneciarum“, wie etwa im Testament des Bischofs Ursus.

### Empfang Ludwigs II. und Angilbergas (860)
Um 860 – die Angaben in der Geschichtsschreibung weichen hier um einige Jahre voneinander ab – wurde Ludwig II. mit seiner Frau Angilberga im Kloster S. Michele in Brondolo von den beiden Dogen empfangen. Das Paar war für drei Tage Gast im Haus der Dogen und wurde Taufpate eines Kindes des jüngeren Dogen, wie Andrea Dandolo und andere, vor allem spätmittelalterliche Chronisten berichten. Formal entsprach das Treffen einer Begegnung zwischen gleichrangigen Souveränen. Ludwig erkannte dadurch Venedig als unabhängiges Herrschaftsgebiet an. Etwas verklausuliert heißt es zum Zweck des Treffens: „ad dilectionis seu pacis vinculum corroborandum“ (‚zur Festigung von Freundschaft und Frieden‘).

### Weiterer Aufstieg Rialtos und seines Bistums Olivolo (Castello)
Insgesamt ist zudem ein Aufstieg Rialtos gegenüber den konkurrierenden Städten der Lagune erkennbar, der sich in aufwändigen Bauwerken manifestierte. So wurde um 850 die Kathedrale von San Pietro di Castello geweiht.
Gegenüber dem Patriarchat Aquileia konnte sich der Bischof von Olivolo seine Unabhängigkeit bewahren, obwohl die Synode von Mantua ihm die venezianischen Bistümer unterstellt hatte. Die Päpste Leo IV. (852) und Benedikt III. (858) räumten das Pallium in der Folge dem konkurrierenden Patriarchen von Grado ein, genauer gesagt, den Patriarchen Victor und Vitale. Hingegen lud Papst Nikolaus I. Vitale vor das Laterankonzil im Oktober 863.

### Fraktionskämpfe, Tod des Dogen, Rebellion der Leibwache, Particiaco-Nachfolger
Um 863 starb Petrus’ Sohn Iohannes. In den darauffolgenden Unruhen und Fraktionskämpfen warf man dem alten Dogen Ungerechtigkeit und Anmaßung vor, auch die Tatsache, dass er sich eine Leibgarde hielt, mag das Misstrauen verstärkt haben. Am 13. September 864 wurde er beim Verlassen der Kirche San Zaccaria von einer Gruppe Verschwörer ermordet.
Die besagte Leibwache des Dogen – eine bis dahin nicht existierende Einrichtung –, die wohl aus kroatischen Sklaven oder Dienern bestand, setzte sich im Dogenpalast fest, der zu dieser Zeit noch stark befestigt und mit Türmen ausgestattet war. Sie forderte die Bestrafung der Mörder. Möglicherweise befürchtete man wegen der bereits begonnenen Straßenkämpfe ein Eingreifen durch die Großmächte der Zeit, durch Franken oder Byzantiner, so dass in Eile ein dreiköpfiges Gericht zusammengestellt wurde. Fünf Verschwörer wurden in der Folge gehenkt, vier nach Konstantinopel verbannt, während es anderen gelang, Venedig unbehelligt zu verlassen. Die Leibwache wurde auf der Insel Poveglia angesiedelt. Dort verblieben ihre Nachkommen bis zum Chioggia-Krieg am Ende des 14. Jahrhunderts, als sie in die Gemeinde Sant’Agnese in Dorsoduro umgesiedelt wurden.
Die Volksversammlung wählte nach dieser Einigung wieder einen Particiacus, nämlich Ursus I., zum neuen Dogen. Petrus Tradonicus wurde im Atrium von San Zaccaria bestattet.

## Rezeption

### Bis zum Ende der Republik (1797)

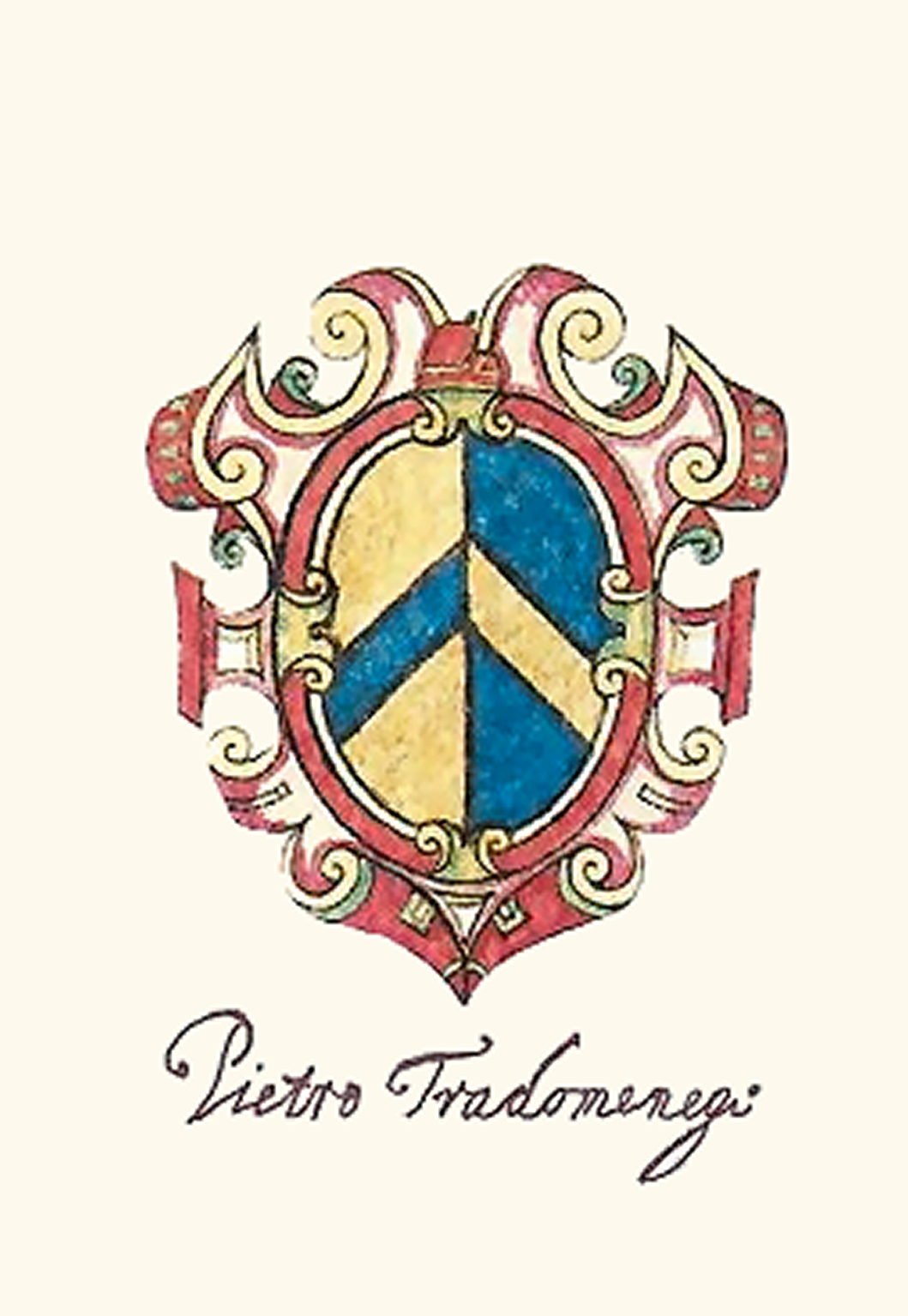
Wappen des Dogen „Pietro Tradomenegi“. Bei den Wappen frühmittelalterlicher Dogen handelt sich um bloße Rückprojektionen jüngerer Familienwappen. Die Heraldik setzte erst im 3. Viertel des 12. Jahrhunderts ein. Später wurden auch Wappen an die frühen Dogen vergeben, die nie ein Wappen geführt hatten („fanta-araldica“); dies diente dazu, die Familien dieser Epoche mit möglichst frühen Dogen in ein verwandtschaftliches Verhältnis zu setzen, was ihnen Ansehen sowie politischen und gesellschaftlichen Einfluss verschaffen sollte. Es wurden also die Wappen der sehr viel späteren Nachfahren dieser Dogen auf die angeblichen oder tatsächlichen Mitglieder der (angeblich) seit 697 in Venedig herrschenden Familien zurückprojiziert.

Im Chronicon Altinate oder Chronicon Venetum, einer der ältesten venezianischen Quellen, die um 1000 entstand, erscheint der Doge mit dem Namen und der Amtsdauer „Petrus dux Trundominico ducavit ann. 23“ „et interfectus est intra çenobium sancte Çacharie in die vigilia exaltacione sancte crucis, ora vespertina“, er wurde also im Kloster San Zaccaria ermordet. Bei Martino da Canale, der zwischen 1267 und 1275 schrieb, heißt er „Piere Trundomenche“ (XIII).
Für das Venedig zur Zeit des Dogen Andrea Dandolo war die Deutung, die man der Herrschaft des Petrus Tradonicus, der nicht zu einer der dynastiebildenden Familien, wie den Particiachi oder Galbaii gehörte, in mehrfacher Hinsicht von symbolischer Bedeutung. Das Augenmerk der Mitte des 14. Jahrhunderts längst fest etablierten politischen Führungsgremien, die vor allem seit Andrea Dandolo die Geschichtsschreibung steuerten, galt der Entwicklung der Verfassung (in diesem Falle der Frage der gestörten, äußerst konflikthaften Dynastiebildung, aber auch der Rolle der Volksversammlung, der Frage des Mitdogen), den inneren Auseinandersetzungen zwischen den possessores (repräsentiert in den Familiennamen), also der sich immer mehr abschließenden Gruppe der Besitzenden, die zugleich die politische Macht besetzten, aber auch den Machtverschiebungen innerhalb der Lagune (der zunehmenden Bedeutung Rialtos, der schwindenden von Malamocco und Eraclea), der Adria und im östlichen Mittelmeerraum sowie in Italien. Dabei standen die Fragen nach der Souveränität zwischen den übermächtigen Kaiserreichen, des Rechts aus eigener Wurzel, mithin der Herleitung und Legitimation ihres territorialen Anspruches, stets im Mittelpunkt, auch wenn in dieser Zeit der Druck der Großmächte weniger zu spüren war.
Die älteste volkssprachliche Chronik, die Cronica di Venexia detta di Enrico Dandolo aus dem späten 14. Jahrhundert, stellt die Vorgänge auf einer in dieser Zeit längst üblichen, sehr persönlichen Ebene dar, was den Dogen noch einmal größere individuelle Macht zuwies. Der Doge, der laut Verfasser „XXVIIII“ Jahre regierte, also 29 Jahre, heißt dort „Pietro Trandominico“, auch „Piero“. Demnach wurden er und sein Sohn Iohannes von der Volksversammlung zu Dogen gewählt, sofern man dies aus den Worten „[con] consentimento del povolo“, etwa: mit Einverständnis des Volkes, entnehmen kann. Wegen seiner Erfolge gegen „Sclavi“ und „Narantani“ wurde der Sohn des Dogen von dem von 840 bis 841 in Venedig anwesenden byzantinischen Patrizius Theodosios mit großen Ehren ausgestattet. Mit 60 Schiffen fuhr Iohannes gegen die Sarazenen von Tarent, doch unterlag die Flotte, so dass die Piraten im Gegenzug bis nach Dalmatien und bis zur Romagna plündern konnten. Andererseits griff die venezianische Flotte mit Erfolg in Streitigkeiten zwischen den Herrschaften am Gardasee und von Verona ein. Eine dort gebaute neue Flotte fiel den Bergamaskern, die herzugeeilt waren, in den Rücken. Die Gefangenen zwang der Doge in Venedig zum Treueid. Einige Männer, die besonders groß waren, ruderten fortan die Prachtschiffe, allen voran den Bucintoro, das Schiff des Dogen. Nach dem Tod seines Sohnes Iohannes, der in San Zaccaria beigesetzt wurde, machte sich der Doge bei allen verhasst, da er mit seiner persönlichen Wachtruppe viel Unrecht gegen Viele beging. Als nun „meser Domenego“ zum neuen Bischof von Venedig erhoben wurde, lehnte der Doge dessen Wahl ab (was, wie Roberto Cessi zeigte, nicht durch ihn, sondern durch den späteren Dogen Pietro Tribuno geschah). Doch setzte sich das Volk gegen seinen Willen durch und holte den Kandidaten aus dem Palast des Dogen. So gelangte er ins Amt. Schließlich wurde der Doge in San Zaccaria, obwohl er von seinen „Servi“ umgeben war, von einem „Stephano da lo Sablon et uno Dimiccio Chalebraxin cum uno Piero Cenerro“ an ein Portal gefesselt, bis er tot war. Nun verlangten die Diener Rache, und fast wäre es zum Gefecht gekommen, wenn sich nicht der Bischof dazwischengestellt hätte. Die Diener, so der Vorschlag des Klerikers, sollten unbehelligt bleiben und nach Malamocco übersiedeln können, um dort Grundstücke, Kanäle und Fischrechte zu erhalten. Die Abmachung wurde durch Rechtsspruch eines Iudex bestätigt, um dann für immer Gültigkeit zu besitzen. Der Ort, an dem ihre Nachkommen bis in die Zeit des Verfassers der Chronik lebten, so der Autor selbst, hieß inzwischen „Poveia“, die heutige Insel Poveglia.
Ähnliches berichtet Pietro Marcello. Er führte 1502 in seinem später ins Volgare unter dem Titel Vite de’prencipi di Vinegia übersetzten Werk den Dogen im Abschnitt „Pietro Tradonico Doge XIII.“ Marcello schildert aber die Niederlage gegen die Sarazenen von Tarent in der unteren Adria, die im Gegenzug in der oberen Adria venezianische Schiffe kaperten, die aus Syrien zurückkamen, weit ausführlicher. Auch meint er, die Narentaner seien durch die Niederlage wieder ermutigt worden, ihrerseits zu rauben. Dies führte sie bis Caorle. Auch schildert er, wie Papst Benedikt, der Venedig besuchte, eine große Zahl von Reliquien mitbrachte. In der Lagune stritten sechs große Familien um die Vorherrschaft, die zwei Fraktionen angehörten. Auf der einen Seite standen die Giustiniani, Bolani und Basegi, auf der anderen die Barbolani, Seli und Sevoli. Nach militanten Auseinandersetzungen wurden die Barbolani aus der Stadt verbannt. Kaiser Ludwig, zu dem sie sich flüchteten, setzte sich zu ihren Gunsten ein, so dass sie zurückkehren durften. Der Doge wurde im Zuge dieser Auseinandersetzungen während der Messe in San Zaccaria von Verschwörern ‚grausam in Stücke gerissen‘. „Per fare vendetta“ wurden drei Männer gewählt, die einige der Verschwörer ins Frankenreich („in Francia“) und nach Byzanz („in Grecia“) verbannten.
Erheblich abweichend und ungewöhnlich ausführlich berichtet die Chronik des Gian Giacomo Caroldo, fertiggestellt 1532. Caroldo meint „Pietro Tradonigo“ sei 836 für seine Verdienste – wie eine Textvariante weiß – vom Volk zum Dogen gemacht worden („fù creato dal popolo“). Er sei der Sohn von „nobil parenti vennuti da Puola et longamente a Iesolo dimoranti“ gewesen, seine adligen Eltern stammten also demnach aus Pola und hatten lange in Iesolo gelebt. Dann seien sie nach Rialto gezogen. Im dritten Jahr seines Dukats – schon hier flicht eine Textvariante ein, er habe seinen Sohn Johannes als „consorte del ducato“ einsetzen können – fuhr er mit einer starken Flotte nach Dalmatien gegen die „Schiavoni“, um zu verhindern, dass sie die venezianischen Schiffe angriffen („offender li navili di Venetiani“). An einem Ort namens „San Martino di Corte“ habe er gegen einen ihrer Fürsten („un loro Prencipe“) gekämpft, dann sei er zu den Inseln der Narentaner gefahren. Mit ihrem Iudex „Drosacco“ kam es zu einem Friedensschluss, der jedoch kaum respektiert wurde („benche poco fosse osservata“). In Dalmatien kämpfte der Doge auch gegen „Diudiro Schiavo“, wobei er 100 Mann verlor (S. 58). In diesen Tagen kam „Theodosio Patricio“ nach Venedig, um im Namen des Kaisers den Dogen zum „Spatario dell’Imperio“ zu erheben, während er Hilfe gegen die Sarazenen suchte. Die Venezianer, ‚bewegt vom heiligen Glauben‘, schickten 60 Schiffe („navi“) gegen Tarent, wo sie auf starke Kräfte des „Sabba Prencipe di Saraceni“ trafen, die die Angreifer ‚fast alle in Stücke rissen‘ („quasi tutti furono tagliati a pezzi“). Die Sarazenen, durch den Sieg ermutigt („elevati“), griffen Dalmatien an und brannten am Ostermontag Ossero nieder. Dann fuhren sie nach Ancona, wo sie das Gleiche taten. Als sie zurückkehren wollten, trafen sie auf eine Handelsflotte aus der Levante, die sie kaperten, wobei sie ‚alle Händler und Matrosen‘ töteten („con la morte di tutti li mercanti et marinari“). Im nächsten Jahr fuhren sie wieder in die obere Adria, doch wurden sie diesmal bei „Sanseno“ besiegt, und sie mussten umkehren. Diese Sarazenen, so berichtet Caroldo, seien aus Afrika nach Spanien gegangen, hätten mit großer Macht Rom genommen und sie hätten, über „Civita Vecchia“ kommend die Peterskirche geplündert. Unter schweren Verlusten seien sie dann vertrieben worden, doch hätten sie weiterhin Apulien und Kalabrien, die Terra di Lavoro, die Umgebung von Neapel geplündert. Am Ende seien sie jedoch besiegt und nach Afrika zurückgetrieben worden (S. 59). Vom Volk erreichte der Doge, dass sein Sohn als „consorte“, als Mitdoge, eingesetzt werden konnte. Die beiden hätten daraufhin die Markuskirche erbaut („edificorono“). In diesen Tagen plünderten Slawen Caorle (S. 59). In einigen alten Chroniken, so Caroldo explizit, werde von Zwietracht berichtet, und zwar zwischen den „Polani, Giustiniani et Basegi“ auf der einen, und den „Barbolani, Silvij et Stuoli“ auf der anderen Seite. Da der Doge es versäumte, für Frieden zwischen den streitenden Parteien zu sorgen, wurden an einem Sonntag viele der Barbolani getötet. Die übrigen flohen zu Kaiser „Lodovico“, der für ihre Rückkehr sorgte (S. 59 f.). Der Doge schloss „capitulatione et patto“ mit den „vicini popoli soggetti all’Imperio“, also mit den ‚Völkern, die dem Kaiserreich unterstellt‘ waren. Wie durch seine Vorgänger wurden Regelungen zum Rechtsausgleich und zur Bezahlung der Zölle auf fünf Jahre abgeschlossen. Auch wurde explizit der Vertrag („la conventione“) bestätigt, der schon „a tempo di Paolucio Duce et Marcello Maestro di Cavallieri con Luitprando et Astolfo Re de Longobardi“ abgeschlossen worden sei. Hier folgt der Autor der seit Andrea Dandolo fest etablierten Deutung, die heute als widerlegt gilt. Immerhin unterschied Caroldo aber zwischen einem „Paolucio Duce“, also einem Dogen, und einem „Marcello Maestro di Cavallieri“, eine Unterscheidung, die in den nächsten Jahrhunderten immer mehr eingeebnet wurde, bis auch Marcellus zum (2.) Dogen avanciert war. Der vom Dogen entsandte „Nobil huomo Patricio“ erreichte bei Kaiser Lothar ein „amplissimo privilegio“ – das Pactum Lotharii –, „come havevano posseduto al tempo di Carlo Magno avo suo et [del]l’Imperatore de Greci, come nel privilegio difusamente si legge“. Caroldo führt, inzwischen traditionsgemäß als Grenzziehung gedeutet, das Pactum auf Karl den Großen und den (ungenannten) Kaiser der Griechen zurück. Möglicherweise lag es ihm persönlich vor, denn er hängt ja an, ‚wie man im Privileg weitläufig liest‘. Als sich Kaiser Ludwig, der Sohn Lothars, in Mantua aufhielt, schickte ihm der Doge „Deodato Orator suo“, der ein Privileg für die im Kaiserreich befindlichen Besitztümer erhielt, wie es schon mit den Griechen vereinbart worden war („per patto con li Greci fermato“). Der Kaiser kam mit der Kaiserin, „sua consorte“, nach Venedig und wurde vom Dogen und seinem Sohn („Duci padre et figliuolo“) in umfangreicher Gesellschaft bei der Kirche San Michiel di Brondolo empfangen, um von dort unter großen Ehrbezeugungen in die Stadt Rialto geleitet zu werden („Città di Rialto“). Als Zeichen seines Wohlwollens hob er einen Sohn des Dogen aus der Taufe. – Papst Benedikt III. floh von Rom nach Venedig, da es die sicherste Stadt war („fuggì da Roma et venne a Venetia, come a città più dell’altre sicura“), und wurde dort ehrenvoll von den Dogen und der ganzen Stadt aufgenommen. Dort besuchte er San Zaccaria, wo auf Bitten der Äbtissin Agnese Morosina dessen Zusage erfolgte, dem Kloster diese Reliquien „di San Pancratio et di Santa Sabina“ zukommen zu lassen. Orso, der Bischof von Olivolo, beschwert vom Alter („gravato da gl’anni“), verfügte, dass in der Kirche San Lorenzo, die seine Vorfahren gestiftet hatten, ein Nonnenkloster entstehen sollte. Dort sollte Romana, seine Schwester, Äbtissin werden (eine Romana taucht im Testament des Dogen Giustiniano Particiaco von 829 als dessen Schwiegertochter auf). Dann verfügte er weiterhin, dass viele Almosen ausgegeben werden sollten. – Schließlich starb Giovanni Tradonico, der Dukat blieb bei seinem Vater, der wiederum im 29. Jahr seiner Herrschaft, am 13. September, nach der Vesper in San Zaccaria beim Verlassen der Kirche „da alcuni iniquissimi huomini fù crudelmente morto“. Nach dem ‚grausamen‘ Mord wurde er in San Zaccaria beigesetzt. Die Mörder waren, so Caroldo: „Gioanni Gradenigo con un suo nepote, Steffano dal Sabbiòn, Pietro Candiano overo Sanudo, Dominico Falier, Orso Grugnario, due fratelli Salviani et Gioanni Labresca“, die allesamt „dopò riceverono la condegna pena del commesso errore“. Die Täter Giovanni Gradenigo und sein Neffe, Pietro Candiano, Domenico Falier, dann Orso Grugnaro, die Brüder Salviani und Giovanni Labresca erhielten also ihre verdiente Strafe. Die „scudieri et servitori“ wollten jedoch den Leichnam nicht ausliefern, bevor die Täter bestraft waren. Nach vielen „contentioni“ überließen die Leute des Dogen den Palast den „giudici“ Pietro, Bischof von Iesolo, „Gioanni Archidiano“ [sic!] von Grado und „Dominico Masono“, und „due parti di loro andorono ad habitar a Povegia et gl’altri alli confini“. Sie wurden also aufgeteilt und zwei Drittel von ihnen lebten fortan auf Poveglia und en Drittel an den Grenzen. Später war es so, dass „per dimostratione della rimessa colpa“, die Dogen also als Zeichen der vergebenen Schuld „sogliono ogn’anno il Lunedi di Pasqua lasciar il gastaldo, et 7 delli più vecchi di Povegia“. Giovanni Gradenigo mit zweien seiner Söhne, Stefano di Sabbion und Giovanni Labresca wurden ‚in Stücke gehauen‘. Pietro Candiano, Pietro Cletensio, Pietro Flabanico und Domenico Faliero wurden durch die Iudices „relegati“ nach Konstantinopel, was wohl einer abgemilderten Verbannung gleichkam. Orso Grugnario aber, „dal demonio oppresso, morse miseramente“. Er starb also jämmerlich, vom Dämon bedrückt.

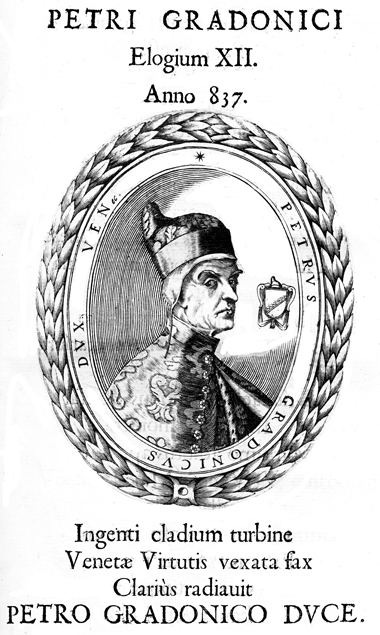
Leone Matina: Phantasieporträt des Dogen in der wohl ersten gedruckten Porträtserie aller bis dahin anerkannten Dogen, dem Ducalis regiae lararium von 1659

Für den Frankfurter Juristen Heinrich Kellner, der die venezianische Chronistik im deutschen Sprachraum bekannt machte, wobei er weitgehend Marcello folgte, ist in seiner 1574 erschienenen Chronica das ist Warhaffte eigentliche vnd kurtze Beschreibung, aller Hertzogen zu Venedig Leben, „Petrus Tradonicus der Zwölffte Hertzog“. Nach der Vertreibung seines Vorgängers sei „Petrus Tradonicus(oder wie ihn etliche schreiben Gradenigus) Hertzog gewehlt worden/im jar 836.“ Dieser sei „von Pola bürtig“ gewesen „und nam zu einem Gesellen oder Gehülffen seinen Son Johann.“ Etwas zusammenhanglos schiebt er ein: „Man hat auch den von Verona/ oder Bern in Welschland / hülff geschickt wider die am Garder See / mit welcher hülff sie dieselbigen uberwunden haben.“ Dann folgt die Niederlage gegen „Saracenen und Moren“: Venedig schickte „auff anregen Keyser Michels von Constantinopel … sechtzig gerüster Galeen/wider die Saracenen/welche Apuliam belestigten.“ Die Sarazenen gaben die Belagerung von Tarent und Sizilien auf, besiegten aber die byzantinische Flotte bei „Cotron“. Auch die Venezianer konnten dem zahlenmäßig überlegenen Gegner nicht standhalten. „Der Venetianer aber wurden viel gefangen/doch sind die meinsten erseufft und erschlagen worden.“ Dieser „Sieg oder Victori“ hatte „die Barbaros dermassen stoltz und ubermütig gemacht / daß sie in Dalmatien zogen … unnd fiengen bey Triest etliche venetianische grosse Schiff oder Naven(wie mans nennet) die auß Syria kamen/mit Wahr geladen/unnd erwürgten die Venediger alle“. Dann zogen sie bis Caorle. Unmittelbar daran anschließend setzt Kellner fort: „Umb die zeit kam Bapst Benedictus gen Venedig … Und als der das Kloster zu S. Zacharias ersucht /bebaht ihn Frauw Agnese Moresina / Ebtissin daselbst“, um die Reliquien der Heiligen „Pangratzen“ und „Sabinen“. Nach der Rückkehr des Papstes nach Rom schickte er dem Kloster die Reliquien, die in die dortige Sakristei gelangten. Auch hier wieder unmittelbar anschließend schildert er den Konflikt zwischen den sechs Familien, in deren Verlauf die Barbolani „mit irem Anhang auß der Statt verjagt“ wurden. Nachdem beide Fraktionen „sind vertragen worden“, durften die Vertriebenen zurückkehren. Der Doge wurde nach der Messe in San Zaccaria „im eilfften jar seines Hertzogthumbs“ „von etlichen / so sich uber in verbunden hatten/ angefallen/unnd gantz grausamlich in stück zerhauwen worden.“ Drei Männer wurden gewählt, die die Täter teils nach „Franckreich“, teils nach „Griechenland“ lebenslang verbannten („verwiesen“). Ob zwischen den Fraktionskämpfen und dem Dogenmord ein Zusammenhang bestand, lässt der Autor offen.
In der Übersetzung der Historia Veneta des Alessandro Maria Vianoli, die 1686 in Nürnberg unter dem Titel Der Venetianischen Hertzogen Leben / Regierung, und Absterben / Von dem Ersten Paulutio Anafesto an / biss auf den itzt-regierenden Marcum Antonium Justiniani erschien, hieß der Doge „Petrus Tradonicus, der Dreyzehende Hertzog“. Die Feindschaft mit den „Mastolitiis“, der edelsten und mächtigsten Familie der Stadt, hatte zum Sturz seines Vorgängers geführt, einschließlich Verlust von Insignien und Haar, Mönchskutte und Gefangenschaft in Grado. 836 wurde an seine Stelle „Petrus Tradonicus“ „gezogen“ (S. 98), der sich, nachdem er „auf den Hertzoglichen Thron gesetzt worden“, „alsbalden seinen Sohn Johannem zum Gehülfen“ „gesellete“. Mit ihm hatte er, wie Vianoli zuspitzt, „die Macht und Gewalt gemein“. Zu ihrer Zeit sei die „Kirche des Heil. Pauli mit grossem Unkosten aufgebauet“ worden. Den Veronesen, die zu dieser Zeit selbstständig waren, half Venedig gegen die vom „Garder-See“. Nach dem Sieg gingen viele Veronesen nach Venedig, auch sollten Gefangene „überschicket“ werden, „damit sie das verwüstete Land zu Roveggia wiederum auferbauen / und daselben ihre Wohnungen aufschlagen möchten/seynd gar bald darauf von den Venetianern dahin geschicket worden“ (S. 99). Zu dieser Zeit „muste die Republic auch eine sehr grosse Niderlage von den Saracenen und Mohren geleiden“. Dies hing damit zusammen, dass Venedig „auf Ansuchen des damaligen Orientalischen Kaysers Michaels (welcher mit diesen Unglaubigen einen schweren Krieg geführet) sechszig ausgerüsteter Galeeren / wider dieselbe zu gebrauchen / (weiln sie Apuliam sehr hart belästiget) zu Hülffe geschicket.“ Diese belagerten gerade „Taranto und das gantze Sicilien“, doch kam ihnen zu Ohren, dass die griechische und die venezianische Flotte sich vereinigt hatten. So segelten sie nach Crotone, wo die „Mohren“ im ersten Angriff die Griechen zurückschlugen, um sich dann mit „Hülffe des Winds / so ihnen sehr favorabel gewesen“, gegen die Venezianer zu wenden. Die Venezianer wurden von der zahlenmäßig überlegenen Flotte besiegt und gefangen genommen. Nun „unterstanden“ sich die Sarazenen, bis „Dalmatien zu streiffen“. Sie brandschatzten und kaperten bei Triest eine venezianische Handelsflotte, die aus Syrien heimkehrte. Das „Volck darauf“ wurde „nidergehauen/und sehr grosse Beute hinweg geführet.“ Schlimmer jedoch war, so der Autor, dass zwei Parteien von je drei Familien sich zerstritten. Diese waren die „Justiniani, Pisani und Basegi“ sowie die „Barbolani, Seli und Sevoli“, die sich mehrmals „mitten in der Stadt“ schlugen. Schließlich wurden die Anhänger der Barbolani-Partei aus der Stadt vertrieben, doch wurden sie auf „inständiges Begehren deß Kaysers Ludwigs/ unter dessen Schutz sie sich begeben“ „wiederum in ihr Vatterland auf- und angenommen“. Für den Hergang dieser „traurigen Tragœdi“ wurde, wie immer, das „Oberhaupt“ verantwortlich gemacht. Als der Doge „den Tag vor der Creutz-Erhöhung / aus St. Zachariæ / aus der Vesper gehen wollen / ist er von etlichen überfallen / jämmerlich im Ruckweg ermordet / und des dritten Tags darauf auch in dieser Kirchen begraben worden“. Die Herrschaftsdauer betrug nach Vianoli 28 Jahre, sein Nachfolger wurde „im Jahr achthundert und vier und sechszig“ „beruffen“.
1687 schrieb Jacob von Sandrart in seinem Werk Kurtze und vermehrte Beschreibung Von Dem Ursprung / Aufnehmen / Gebiete / und Regierung der Weltberühmten Republick Venedig ebenfalls, wenn auch sehr lakonisch: „Im Jahre 836. ward erwehlet zum (XII.) andere setzen zum XIII.) Hertzoge Petrus Tradonicus“. „Dieser kam dem Constantinopolitanischen Kayser Michaël wider die Saracenen/ so in Apulien eingefallen waren/mit einer Flotte von 60 Galeeren zu Hülffe/ und war deswegen von dem Kayser mit der Würde eines Ober-Hof-Marschalls begabet / welcher umb selbige Zeit Protospatharius genennet ward / und der nächste nach dem Kayser war.“ Unmittelbar danach wechselt er zur Ermordung des Dogen, ein Ereignis, „welches einige umb das 900. andere umb das 864. Jahr geschehen zu seyn setzen“ (S. 19 f.). Seine Anhänger verschanzten sich nach der Ermordung des Petrus Tradonicus im Dogenpalast, doch mussten sie sich nach dreißig Tagen Belagerung ergeben. Zu dieser Zeit, so der Autor, wurden erstmals „drey Fiscalen (Avogadori di Comun)“ eingesetzt. Sie erhoben Anklage gegen die Rebellen, aber auch gegen die Dogenmörder.

### Historisch-kritische Darstellungen (ab dem 18. Jahrhundert)
Nach Johann Friedrich LeBret, der ab 1769 seine vierbändige Staatsgeschichte der Republik Venedig publizierte, handelte es sich bei „Peter Tradonico“ um einen „feurigen und kriegerischen Herrn, der seiner Nation auswärts zu thun gab, damit sie in dem Staate selbst nicht viel Zeit hätte, an Zerrüttungen zu gedenken.“ Mit den Narentanern fing der neue Doge im 3. Jahr seiner Herrschaft einen Krieg an, „der wohl hundert und siebenzig Jahre währete“. Ein „Tirpinus“ hatte seine Macht an den Küsten und bis zur Donau ausgebreitet. Nach seinem Tod wurde das Land der „Croaten“ geteilt, nämlich unter „Vetussclavus und Diodurus“. Nach dem Verfasser plünderten sie Caorle. Als die venezianische Kriegsflotte erschien, erklärten sich die lokalen Fürsten zum Friedensschluss bereit. Ähnliches gelang mit den Narentanern. Trotz der folgenden Niederlage gebühre dem Dogen das Verdienst, so LeBret, „auf der adriatischen See, wo die Griechen fast gar nichts mehr thaten“, das Meer von den Piraten zu „reinigen“ (S. 165).

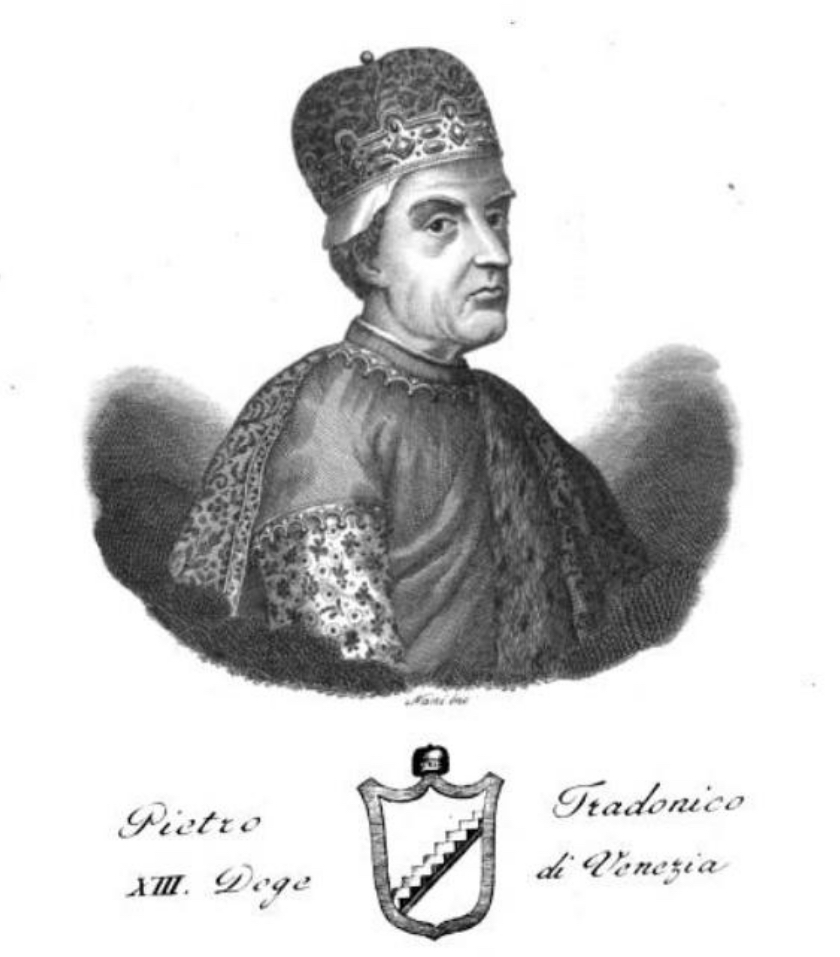
Darstellung des Dogen aus den frühen 1830er Jahren, Antonio Nani: Serie dei Dogi di Venezia intagliati in rame da Antonio Nani. Giuntevi alcuni notizie biografiche estese da diversi, Bd. 1, Merlo, Venedig 1840, o. S. (Google Books)

In den Lexika wurde im Allgemeinen auch je ein knapper Artikel den 120 traditionellen Dogen gewidmet, wie etwa im 1835 erschienenen Dizionario Enciclopedico delle Scienze, Lettere ed Arti von Antonio Bazzarini. Doch waren diese vielfach fehlerbehaftet, die Hintergründe waren den Verfassern nicht immer geläufig. So wird in diesem Werk behauptet, Pietro Tradonico sei in einer Wahl gegen seinen Vorgänger „Giovanni Partecipazio“ angetreten. Wenig später sei ihm sein Sohn als „collega“ beigegeben worden („gli fu dato per collega“). 864 sei er von einigen verschworenen Adligen ermordet worden, und daher wurde – da sein Sohn bereits zuvor gestorben war –, Orso Partecipazio zu seinem Nachfolger gewählt.

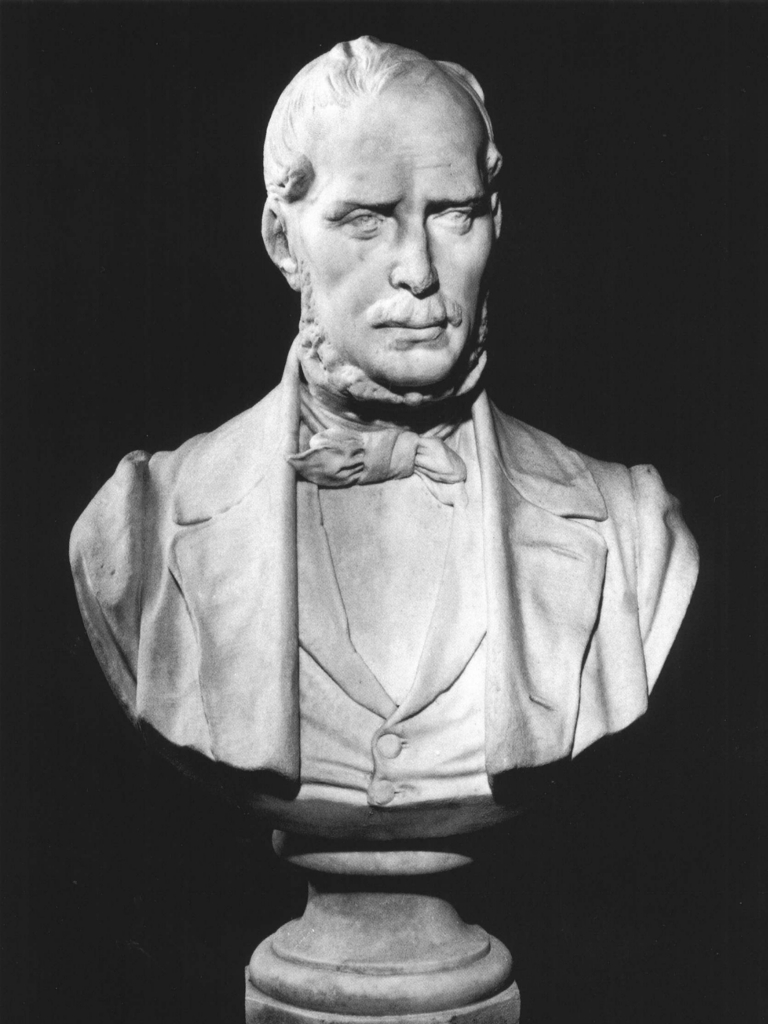
Büste des Samuele Romanin im Panteon Veneto des Istituto Veneto di Scienze, Lettere ed Arti, Marmor, ein Werk von Augusto Benvenuti, entstanden 1896

Samuele Romanin räumte „Pietro Tradonico“ 1853 im ersten Band seines zehnbändigen Opus’  Storia documentata di Venezia volle 17 Seiten ein. Nach Romanin wurde nach der Absetzung des „Giovanni Partecipazio“ die Volksversammlung auf den Lido di San Nicolò einberufen. Der neue Doge sollte als erstes die Piraterie bekämpfen, was ihm zunächst auch gelang. Die Herrscher der Kroaten und Narentaner, „Miroslao“ und „Drosaico“, verpflichteten sich, Frieden zu halten. Doch „Turpimiro“, der Nachfolger des Narentaners, der ermordet worden war, zwang den Dogen zu einer neuen Expedition. Diese blieb aber ohne Erfolg. ‚In derselben Zeit‘ suchte (diesmal) Kaiser „Teofilo“ erneut die ‚Unterstützung‘ („assistenza“) der Venezianer gegen die Sarazenen, die noch eine größere Gefahr darstellten. Dieser doppelten Bedrohung mussten sich die Venezianer, Romanin, im Interesse der Christenheit stellen – schließlich galten die Slawen als Heiden. Venedig bot dazu 60 Schiffe auf. Romanin vermutet, es habe sich um Dromonen mit je 200 Mann Besatzung gehandelt, was einer Gesamtbesatzung von 12.000 Mann entsprochen hätte. Nach dem Sieg der Sarazenen über die vereinten Flotten der Venezianer und des Kaisers zündeten sie nicht nur „Ossaro“ an, sondern auch Ancona, und sie erschienen sogar vor Adria und kaperten heimkehrende Venezianerschiffe. In diesen Zusammenhang der Kämpfe und des Handelsrückgangs stellt Romanin die Initiative zur Verbesserung der oberitalienischen Beziehungen, insbesondere das Pactum Lotharii mit Kaiser Lothar I. Dieses älteste Dokument venezianischer Diplomatie untersagte jedes Eindringen in venezianisches Gebiet, das auf der Grundlage früherer Abmachungen, nämlich von Verträgen des (angeblichen) ersten Dogen und des „Marcello maestro dei militi“ umschrieben wurde. Venezianer durften nicht mehr erworben und verkauft, alle flüchtigen Sklaven sollten ausgetauscht werden. Gesandte und Boten („ambasciatori“, ‚Gesandte‘) sollten geschützt, die jeweiligen Feinde nicht unterstützt, die gemeinsamen Feinde, die Slawen, bekämpft werden. Der venezianische Handel sollte nur noch mit Blick auf Pferde beschränkt sein, vorausgesetzt der Zoll, das Quadragesimum, wurde entrichtet, das einem Vierzigstel der Ware entsprach. Die Venezianer durften Holz in den fränkischen Wäldern schneiden, vorausgesetzt, sie führten keine ganzen Bäume aus. Den fränkischen Händlern sollte auch der Handel über See gestattet sein. Da es früher zu anderen Deutungen des Pactums gekommen war, edierte Romanin die Quelle (auf S. 356–361). Auch hinsichtlich des Grenzvertrages, den Romanin in die Jahre 844/45 datiert, den Venedig mit dem frisch gekrönten Ludwig abschloss, kam der Verfasser zu anderen Schlussfolgerungen (S. 177). Nach der Niederlage seiner Flotte gegen die Tarentiner Sarazenen vor Sansego plünderten auch slawische Schiffe wieder bis Caorle. Angeblich bauten die Venezianer zum Schutz ihrer Lagune nun zwei Schiffe so groß, wie sie noch nie gesehen worden wären. Der neue Kaiser Ludwig II. wollte nebst seiner Frau Engilberga Venedig besuchen. Das Paar wurde in Brondolo vom Dogen und seinem Sohn empfangen und zu seiner Unterkunft im Kloster San Michele begleitet. Es hielt sich drei Tage in der Stadt auf, und der Kaiser wurde sogar Taufpate eines der Söhne des Iohannes – dazu merkt Romanin in einer Fußnote an, Johannes Diaconus berichte nur vom Empfang in Brondolo, während Andrea Dandolo vom mehrtägigen, glanzvollen Aufenthalt weiß. Schließlich kommt Romanin als dritte christenfeindliche Gruppe auf die Wikinger zu sprechen, die gleichfalls im Mittelmeer erschienen, und die angeblich alles Christliche hassten – ihrem Tun widmete der Autor mehr als eine Seite, ohne einen Bezug zu Venedig aufzuzeigen. Schließlich kommt er auf die internen Streitigkeiten zu sprechen, den Riss zwischen den beiden Fraktionen und den je drei führenden Familien. Nach Romanin wurden gleich drei Familien verbannt, nämlich die „Istolii“, Selvi und Barbolani, doch kehrten sie durch kaiserliche Vermittlung zurück. Die Ermordung des Dogen geschah ‚kaum ein Jahr‘ nach dem Tod seines Sohnes Iohannes. Zwei weitere Ereignisse gehören nach Romanin zur Herrschaft des Tradonico, nämlich die Flucht Benedikts III. aus Rom nach Venedig, genauer gesagt nach San Zaccaria, dem er die Reliquien der Heiligen Pankratius und Sabina übereignet haben soll. Doch in Romanins Augen handelt es sich dabei um eine fromme Legende (S. 184). Ebenso für eine Erfindung hält Romanin die Überlieferung, nach der die Äbtissin Morosini dem Dogen die erste Dogenmütze überreicht haben soll. Im Gegenteil sei diese Kopfbedeckung erst sehr viel später entstanden. Sie tauche erstmals unter dem Namen zoja in einer Promissione des Jahres 1339 auf (S. 185).
August Friedrich Gfrörer († 1861) glaubte in seiner, erst elf Jahre nach seinem Tod erschienenen Geschichte Venedigs von seiner Gründung bis zum Jahre 1084, die Eltern des Dogen seien von Pola nach Iesolo übergesiedelt, wobei auch er sich wieder auf die Chronik Dandolos stützt, nicht auf die des Johannes Diaconus. Dabei sieht Gfrörer als Triebkraft für die Wahl des Dogen, die Absicht, zu verhindern, dass die „Participazzo“ das Dogenamt zu ihrem „Erbeigenthum“ machten. Die Mastalici, die den Umsturz gegen die Particiaco eingeleitet hatten, konnten jedoch nicht davon profitieren: „dennoch kam die Frucht dieser That nicht ihnen zu gute, sondern ein aus Istrien stammender Neuling, der folglich dem alten venetischen Adel nicht angehörte, stieg empor (S. 177).“ Dies geschah, wie bei Gfrörer fast alles, auf Druck Konstantinopels. Dafür spricht nach ihm, dass im 3. Jahr von Tradonicos Herrschaft ein kaiserlicher Emissär einen byzantinischen Titel mitbrachte … „und forderte die Veneter auf, zum Kampfe gegen die Saracenen eine Flotte zu stellen“. Auch spreche die fast sofortige Annahme des Dogensohnes zum Mitherrscher für eine Anerkennung durch den Kaiser. Anfangs war Pietro Tradonico militärisch erfolgreich, doch gegen den dalmatinischen Slawen „Diuclit“ verlor er „über 100 Mann“. Aus den beiden Sonderschiffen, die die Venezianer bauten, schlussfolgert Gfrörer, dass die Venezianer bis dahin keine Kriegsflotte besessen hätten, sondern bei Bedarf Handels- zu Kriegsschiffen umbauten. Für ihn waren die beiden großen Schiffe die Geburtsstunde einer eigenständigen Marine. Die Erhebung des Vitalis Particiaco zum Bischof von Grado deutet Gfrörer als Anzeichen für die Übermacht seiner Familie, gegen die letztlich auch der Doge scheiterte, denn sein Nachfolger gehörte wieder den Particiaco an. Er selbst brachte im Gegenzug allerdings ebenfalls Verwandte in die höchsten Klerikerpositionen. So wurde – „auf Betreiben des Dogen“, wie Gfrörer Dandolo zitiert – Dominicus Bischof von Olivolo. Als Ludwig der Fromme starb, erklärte sich der im Streit mit seinen beiden Brüdern liegende Lothar zum Abschluss des besagten Pactum Lotharii bereit, allerdings nur auf fünf Jahre (S. 181 f.). Dabei habe er vorsorglich die istrischen Bistümer, wohl 845, nicht Venedig, sondern Aquileia zugewiesen, denn inzwischen musste er sich ja nicht mehr den Rücken gegen seine Brüder freihalten, mit denen er sich im Vertrag von Verdun geeinigt hatte. Den sich daraus ergebenden Streit zwischen den Klerikern versuchte der Papst 846 beizulegen, indem er die beiden Kontrahenten nach Rom vorlud, doch verstarb der Papst zwischenzeitlich. Für Gfrörer zeigt sich im Besuch des Kaiserpaars von 855 die Schwäche des Karolingerreiches, das „Schmeicheln musste“, um die Unterstützung Venedigs gegen die zahllosen Piraten zu gewinnen, seien es Slawen oder Sarazenen. „Die Byzantiner brauchten nicht mehr zu fürchten, daß ihnen Venetien durch die Franken abspänstig gemacht würde.“ 863 starb „der jüngere Doge“ Johannes, der ältere Doge Petrus wurde 864 ermordet. Seine Servi verschanzten sich nach dem Mord im Dogenpalast und verlangten die Bestrafung der Mörder. Zu diesem Zweck wurden drei Richter ernannt, nämlich Petrus, der Bischof von Jesolo, Johannes, Archidiakon von Grado, und der Laie Dominicus Masono. Nach erfolgtem Richterspruch wurden zwei Drittel der Diener auf der Insel Poveglia angesiedelt, ein Drittel an der Grenze des venezianischen Gebietes. Nach Gfrörer ging hierauf die Sitte zurück, dass der Doge „dem Amtmann von Poveglia und den sieben Aeltesten der dortigen Gemeinde am Osterdienstag den Friedenskuß gibt“ (S. 186).
Pietro Pinton übersetzte und annotierte Gfrörers Werk im Archivio Veneto in den Jahresbänden XII bis XVI. Pintons eigene Darstellung, die jedoch erst 1883 erschien – gleichfalls im Archivio Veneto –, gelangte zu gänzlich anderen, weniger spekulativen Ergebnissen, als Gfrörer. So stellt er der Annahme Gfrörers, der Doge sei einfacher Herkunft gewesen (womit Gfrörer wiederum seine Annahme unausgesetzten byzantinischen Einflusses zu belegen versuche), die Aussage des Johannes Diaconus entgegen, er sei „nobilissimus“ gewesen. Im Gegensatz zu Gfrörer, der eine Anerkennung durch Konstantinopel annahm, sei eine Auszeichnung durch einen hohen byzantinischen Titel erst drei Jahre später beim Besuch des Theophilos erfolgt, der wegen einer Flottenunterstützung gegen die Sarazenen nachgefragt habe. Auch übertreibe der Autor die Feindschaft gegen die Particiachi, von denen sich schließlich kein einziger unter den Attentätern von 864 befinde, obwohl die Rädelsführer namentlich überliefert seien (S. 291). Gfrörer sehe nicht den Hauptgrund, warum dem Dogen so viel Misstrauen entgegengeschlagen sei, nämlich die Tatsache, dass er als erster eine Leibwache unterhielt – möglicherweise aus Heiden –, die ja schließlich den Dogenpalast besetzte und letztlich so die Bestrafung der Dogenmörder durchsetzte.
Schon 1861 hatte Francesco Zanotto in seinem Il Palazzo ducale di Venezia, worin er der Volksversammlung erheblich mehr Einfluss einräumte, gemutmaßt, dass die Flotte im Kampf gegen Kroaten und Narentaner bis Ragusa gefahren sei. Die zweite Expedition, die er in das Jahr 839 datiert, war wenig erfolgreich, und auch 840 unterlag die Flotte, ausgestattet mit dem „consentimento della nazione“ gegen die Sarazenen, ‚mit Zustimmung der Nation‘. Um sich die „Liebe des Volkes“ (‚amore del popolo‘) zu erhalten, wandte sich der Doge einem anderen politischen Feld zu, und schloss das Pactum Lotharii ab. Doch schon im nächsten Jahr unterlag die Flotte abermals den Sarazenen. Immerhin zogen sich diese, wohl auch aufgrund der erlittenen Verluste, aus der Adria zurück, raubten aber wiederum bald bis Rom. Den äußeren Kriegen folgte innere Zwietracht, wie Zanotto meint. Immerhin bestätigte „Lodovico II il Germanico“ die Privilegien seines Vorgängers, wobei hier wohl eine Verwechslung mit dem italienischen Karolinger gleichen Namens vorliegt. Auch Zanotto schildert verhältnismäßig detailreich den Besuch des Herrscherpaares entsprechend der Dandolo-Chronik, während Johannes Diaconus nur den Besuch in Brondolo lakonisch erwähnt. Ob die Verschwörer sich zum Mord entschlossen, weil Pietro Tradonico eine Untat begangen hatte, oder weil er zu Stolz war, lässt der Verfasser offen. Drastisch schildert er, wie der Leichnam des Dogen so lange auf dem Boden liegen blieb, bis sich einige Nonnen in der folgenden Nacht trauten, dem Toten im Atrium der Kirche ein Grab zu verschaffen. Dabei habe der unglückliche Doge erst ein Jahr zuvor seinen Sohn verloren.

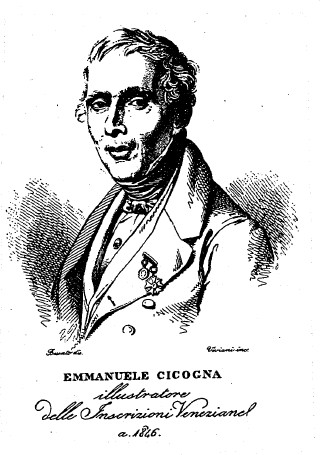
Emmanuele Antonio Cicogna, 1846

Auch Emmanuele Antonio Cicogna äußert 1867 im ersten Band seiner Storia dei Dogi di Venezia die Ansicht, der 837 gewählte Doge entstamme einer illustren Familie aus Pola, die bei ihm über Equilio (Jesolo) nach Rialto gelangt war. Er habe nach dem Beispiel seiner Vorgänger gehandelt und einen Sohn zum Mitdogen zu erheben („imitando lo esempio“). Wie seit geraumer Zeit Usus, so umriss Cicogna zunächst die Kämpfe gegen Slawen und Sarazenen, wobei er von Byzanz nur noch dazu eingeladen („invitò“) wurde, am Kampf um Tarent teilzunehmen. Doch unterlagen die vereinten Flotten gegen einen zahlenmäßig überlegenen Gegner. Im Gegenzug zogen die Sieger ‚bis quasi in unsere Lagune‘. Mit dem Pactum Lotharii wurden Verträge erneuert, die bis zu den Langobarden zurückreichten, die an dieser Front Ruhe einkehren ließen, und die dem Handel aufhalfen. Doch wieder unterlag die Flotte den Sarazenen, diesmal im Quarnero, und nur gewaltige Schiffsbauten von nie gesehenen Maßen konnten die Lagune sichern. Dann vollführt Cicogna einen gewaltigen zeitlichen Sprung bis ins Jahr 863, als der ‚Sohn und Kollege Giovanni‘ stirbt, ‚von dem einige annehmen, er habe das Kommando über die Flotte vor Tarent geführt‘. Am 13. September 864 wurde der Doge ermordet, sein Leichnam in San Zaccaria beigesetzt.
In seiner 1891 erschienenen Dissertation hatte Eduard Lentz den Nachweis führen können, dass von einer zunehmenden Unabhängigkeit von Ostrom für die Zeit vor 836 nicht die Rede sein konnte, dass die Lagune demnach eine „byzantinische Provinz“ darstellte. In einem Aufsatz in der Byzantinischen Zeitschrift belegte er 1894, dass die entscheidenden Schritte zur Unabhängigkeit unter Petrus erfolgt seien. Ursache für die relativ zügige Erringung der Unabhängigkeit sei die „Weiberherrschaft“ in Byzanz gewesen, die inneren Konflikte, dann die massiven Angriffe von islamischen Gruppen und der Bulgaren, die das Ostreich beschäftigten. Im westlichen Kaiserreich habe sich derweil „Bruderkrieg an Bruderkrieg“ gereiht, das Reich Karls des Großen habe seinen Einfluss in Italien weitgehend eingebüßt. Von dieser Konstellation profitierten das Papsttum und Venedig, das am Ende Kaiser Basileios I. (867–886) als unabhängigen Staat vorfand und anerkennen musste. Die kaiserliche Oberherrschaft war ab dieser Zeit nur noch nominell zu verstehen. „Das Verdienst, die allgemeine Lage der Dinge richtig erfasst, die Kräfte, welche im venetianischen Volke noch schlummerten, erkannt und die Umwandlung des Verhältnisses zu Ostrom in großen Zügen bleibend durchgeführt zu haben, gebührt dem Dogen Petrus Tradonicus, einem Manne, dessen gewaltige Bedeutung für die venetianische Geschichte viel schärfer betont werden muß, als es bisher geschehen ist“ (S. 69). Dabei lasse sich zwischen 840 und der Zeit gegen Ende des Dogats überhaupt kein Kontakt zwischen Venedig und Konstantinopel belegen, als die Beziehungen um 880 wieder aufgenommen wurden, sei das Verhältnis „vollständig geändert“ gewesen. „Das Handelsinteresse führte die Venetianer Schritt für Schritt zu einer Änderung des ehemaligen Abhängigkeitsverhältnisses“ (S. 70). Zunächst schlossen die Venezianer nun aus eigener Initiative Verträge (mit den Narentanern zuerst, dann das Pactum Lotharii) und führten unaufgefordert Krieg (gegen die Sarazenen). Der Doge habe sich im besagten Pactum, aber auch in einer weiteren Urkunde von 856 den Titel „Dux et Spatharius Veneticorum“ zugelegt, nicht mehr „spatharius imperialis“. Er habe nicht nur den Dogentitel „kraftvoll“ vorangestellt, sondern auch den kaiserlichen zu einem venezianischen Titel gemacht. Spätere Urkunden zeigten, dass dieser Weg nicht wieder verlassen worden sei. Allerdings zitiert der Verfasser hierzu das inzwischen als Fälschung geltende Testament des Ursus Particiacus von 853 (S. 83 f.). Die westlichen Herrscher ließen in ihren den Dogen nennenden Urkunden die byzantinischen Titel durchgehend weg. Ein Kapitular Lothars – dieses wurde erst 1864 veröffentlicht, nachdem es in Novara entdeckt worden war – fordert 846 den Papst und den Dogen zum Kampf gegen die Sarazenen auf, die Rom geplündert und sich in Benevent festgesetzt hatten. Dort heißt es ausdrücklich, „ut adiutorium ex Pentapoli et Venecia navali expeditione faciant ad opprimendo in Benevento Saracenos“. Trotz dieser Aufforderung kam es wohl nicht zu einer Flottenhilfe Venedigs, denn sie erscheint in keiner Chronik, doch zeige diese nicht nur, dass man mit dieser Flotte zu rechnen hatte, sondern vor allem, dass auswärtige Mächte keine Notwendigkeit mehr sahen, sich zuerst an Byzanz zu wenden (S. 86). Der Verfasser kommt zu dem Schluss, der Doge sei „von Anfang an bestrebt gewesen, sein Vaterland von den hemmenden Fesseln byzantinischer Oberhoheit zu befreien und es auf eigene Füße zu stellen“ (S. 95). Ermordet wurde er demnach, weil die Venezianer um ihre Staatsform fürchteten.
Heinrich Kretschmayr hielt „Petrus Trandenicus“ für „einen Mann zäher, durch keine Widrigkeiten gebrochener Energie“, der aus „altem Adel“ stammte. Doch war er weniger gebildet, konnte nicht schreiben. Der Verfasser konstatiert, dass ihm das Chronicon Venetum feindlich („Hass und Übelwollen“), Johannes Diaconus hingegen freundlich gesinnt war. Er brachte Verwandte genauso in höchste Positionen, wie seine Gegner, „umgab sich mit einer ihm unbedingt ergebenen, wohl kroatischen Leibwache“. „Die Gegensätze zwischen den adeligen Familien war er nicht so sehr auszugleichen als rege zu halten bemüht, um daraus Vorteil zu ziehen.“ 839 zwang er die Piraten, deren Raubzüge von 835/36 nicht vergessen waren, zum Frieden, doch 840 unterlag er in einem zweiten Krieg, 842 wurde Caorle geplündert. Für Kretschmayr überbrachte Theophilos den „Befehl“ aus Byzanz, am Zug gegen die Sarazenen teilzunehmen, die 841 „das griechische Ossero“ und Ancona attackiert hatten. 842 erfolgte eine zweite Niederlage gegen sie „bei Sansego, westlich von Lussin“. Trotz der Niederlagen würden sich darin Venedigs „wohlbedachte Versuche“ erweisen, „in die halb geräumte maritime Stellung von Byzanz“ in der Adria „einzurücken“ (S. 93). Die besagten Niederlagen veranlassten Venedig, reine Kriegsschiffe zu bauen: „Man wird sagen dürfen: die ersten Anfänge venezianischer Flottengrossmacht schreiben sich auf diese Zeit und diesen Mann zurück“ (S. 94). Der Verfasser nimmt an, dass es der Karolingerkaiser war, der sich bemühte, Venedig als Verbündeten gegen die slawischen Piraten zu gewinnen, nicht umgekehrt. Zudem konstatiert Kretschmayr, dass Wendungen wie „humilis dux provinciae Venetorum“, wie unter seinem Vorgänger, nicht mehr vorkommen. Der Kaiser ist in den Urkunden nicht mehr „Dominus noster“, sondern nur noch „Dominus“, die Datierung erfolgt nicht mehr nach Kaiser-, sondern nach Inkarnationsjahren. Tradonicus führte „auf eigene Faust“ Krieg in der Adria, schloss „eigenmächtig“ Verträge mit auswärtigen Mächten. Das besagte karolingische Kaiserpaar besuchte „die beiden Dogen Petrus und Johannes“, wobei „ein Enkelkind des ersteren aus der Taufe“ gehoben worden sei (S. 95). In einer Fußnote erklärt Kretschmayr die von früheren Geschichtsschreibern eingefügte Nachricht von einem Sieg über die Veronesen und der Unterstützung der Bewohner des Gardasees gegen deren Angriffe (s. o.) aus einer „Verwechslung dieses Dogen mit dem Dogen Pietro Gradenigo 1289 – 1311 und wurde mit der Nachricht des Chron. Ven. 24 über die Ansiedelung der Leibwächter des ermordeten Trandenico auf Poveglia verquickt“ (S. 430).
Seitdem Roberto Cessi die Historizität der beiden ersten Dogen bestritten hat, zählt Pietro Tradonico immer häufiger als 11., nicht mehr als 13. Doge. Zugleich folgt eine Reihe von ihnen weniger der chronikalischen Überlieferung, die erst verhältnismäßig spät einsetzt, sondern gibt vielmehr den wenigen zeitnahen Quellen den Vorrang.
In seiner History of Venice, erstmals 1977 aufgelegt, betont John Julius Norwich vor allem die Bedeutung des Pactum Lotharii. Es erweist, dass – neben der Wiederholung früherer Privilegien – es nicht nur das älteste, im Original erhaltene diplomatische Dokument Venedigs darstellt, was schon früh erkannt worden war, sondern, dass der Lagunenstadt erstmals von beiden Kaiserreichen die Aufgabe zugedacht wurde, die Adria, wenn nicht das Mittelmeer zu verteidigen. Dies bedeutet vor allem, es für den Handel durchlässig zu halten. Das Karolingerreich war dazu in der Adria genauso wenig in der Lage, wie Byzanz. Gleichzeitig endeten die Kämpfe der Kaiserreiche um die Herrschaft in der Lagune. Venedig begann Schritt für Schritt den Anschein von Abhängigkeit abzustreifen. Nach Norwich stand Tradonico, vor seinem Amt als Doge für das Bauwesen verantwortlich, vor gewaltigen Herausforderungen, denn gleich zwei, wenn nicht drei große Piratengruppen tauchten in der Adria auf, nämlich Slawen im Norden, Sarazenen im Süden, und im weiteren Mittelmeer stellten auch die Wikinger eine ernste Bedrohung für den Handel und sogar für die Lagune selbst dar. Gleichzeitig zog der Handelserfolg der Stadt immer neue Raubscharen an. Anscheinend gelang es dem Dogen trotz verlustreicher Niederlagen, einerseits das Gleichgewicht zwischen den Fraktionen aufrechtzuerhalten, andererseits die zahlreichen Piraten so weit unter Kontrolle zu halten, dass die Stadt weiter florieren konnte. Immerhin, so betont Norwich, wies der Doge die längste Herrschaft seit Bestehen des Amtes auf – er glaubt, dass er nach über 50 Jahren im Staatsdienst sicherlich um die 80 Jahre alt war. Der Sturz erfolgte erst nach dem Tod seines Sohnes. Norwich glaubt in den Rebellen, die den Dogenpalast nach der Ermordung des Dogen besetzten, wahrscheinlich kroatische Sklaven zu erkennen. Erst als sie erfuhren, dass fünf der sechs Dogenmörder in Straßenkämpfen ‚durch den Mob‘ zu Tode gekommen waren, gaben sie ihren Widerstand auf.
Gänzlich anders ordnet Nicola Bergamo im Jahr 2018 das Pactum Lotharii ein. Er fragt sich, warum Venedig praktisch seine gesamte Flotte habe einsetzen sollen, nur weil ein „semplice patrizio“ es darum gebeten habe. Venedig hätte, wenn es, wie bei den Slawen der Ostadria, den ökonomischen Schaden der Muslime in den Vordergrund gestellt hätte, von sich aus agiert, nicht erst auf byzantinisches Ersuchen. Der Einsatz geschah schließlich unter höchsten Verlusten. Ein Eigenbewusstsein der Venezianer habe sich allerdings zu entwickeln begonnen, das tatsächlich den Weg in die Unabhängigkeit von Byzanz gewiesen habe.

### Erzählende Quellen
- La cronaca veneziana del diacono Giovanni, in: Giovanni Monticolo (Hrsg.): Cronache veneziane antichissime (= Fonti per la storia d’Italia [Medio Evo], IX), Rom 1890, S. 59–171, hier: S. 112–118/119 (Digitalisat).
- Luigi Andrea Berto (Hrsg.): Giovanni Diacono, Istoria Veneticorum (=Fonti per la Storia dell’Italia medievale. Storici italiani dal Cinquecento al Millecinquecento ad uso delle scuole, 2), Zanichelli, Bologna 1999, S. 122–125, 238 f. (auf Berto basierende Textedition im Archivio della Latinità Italiana del Medioevo (ALIM) der Universität Siena).
- Roberto Cessi (Hrsg.): Origo civitatum Italiae seu Venetiarum (Chron. Altinate et Chron. Gradense), Rom 1933, S. 29, 117, 129.
- Roberto Cessi, Fanny Bennato (Hrsg.): Venetiarum historia vulgo Petro Iustiniano Iustiniani filio adiudicata, Venedig 1964, S. 39, 42 f.
- Ester Pastorello (Hrsg.): Andrea Dandolo, Chronica per extensum descripta aa. 460–1280 d.C., (= Rerum Italicarum Scriptores XII,1), Nicola Zanichelli, Bologna 1938, S. 150–155, 357 (S. 154, Z. 17–20 Begegnung zwischen dem Kaiserpaar und den beiden Dogen in Brondolo). (Digitalisat, S. 150 f.)
- Alberto Limentani (Hrsg.): Martin da Canal, Les estoires de Venise, Olschki, Florenz 1972, S. 16 f. („Et aprés la mort de lui fu dus mesire Trundomenche, qui fu ocis par son orguel devant l’iglise de monseignor saint Zacarie.“ [XIII]) (Text, hrsg. v. Francesca Gambino im Repertorio Informatizzato Antica Letteratura Franco-Italiana).
- Șerban V. Marin (Hrsg.): Gian Giacomo Caroldo. Istorii Veneţiene, Bd. I: De la originile Cetăţii la moartea dogelui Giacopo Tiepolo (1249), Arhivele Naţionale ale României, Bukarest 2008, S. 58–61 (online)
- Giovanni Monticolo (Hrsg.): Marino Sanudo, Le vite dei dogi (Rerum Italicarum Scriptores, XXII, 4), Città di Castello 1900–1911, S. 116, Z. 26 („La chiexia di San Paulo fu fata edifichar per Piero Tradonico fo doxe.“).

### Rechtsetzende Quellen, Briefe
- Roberto Cessi (Hrsg.): Documenti relativi alla storia di Venezia anteriori al Mille, Padua 1942, Bd. I, S. 101–108 („840, 23 febbraio. Pactum Lotharii“) (Digitalisat), 118, Bd. II, S. 197.
- Luigi Lanfranchi, Bianca Strina (Hrsg.): Ss. Ilario e Benedetto e S. Gregorio, Venedig 1965, S. 8, 10, 21 f.
- Franco Gaeta (Hrsg.): S. Lorenzo (853–1199) (=Fonti per la Storia di Venezia, 2), Venedig 1959, S. XV, 11 („Signu(m) man(u)s dom(no) excellentissimo Petro imperiali cosolis propria m(anu)m sua cu(m) c(on)sensu(m) p(o)p(u)li Venecie pro prorio signu(m) fec(it)“).
- Theodor Schieffer: Die Urkunden Lothars I. und Lothars II., MGH, Diplomata, Die Urkunden der Karolinger, III, Berlin/Zürich 1966, S. 171.
- Alfred Boretius, Viktor Krause (Hrsg.): Capitularia regum Francorum, MGH, Legum sectio II, II, Hannover 1897, S. 130, 136 f.